# Tijdelijke brug

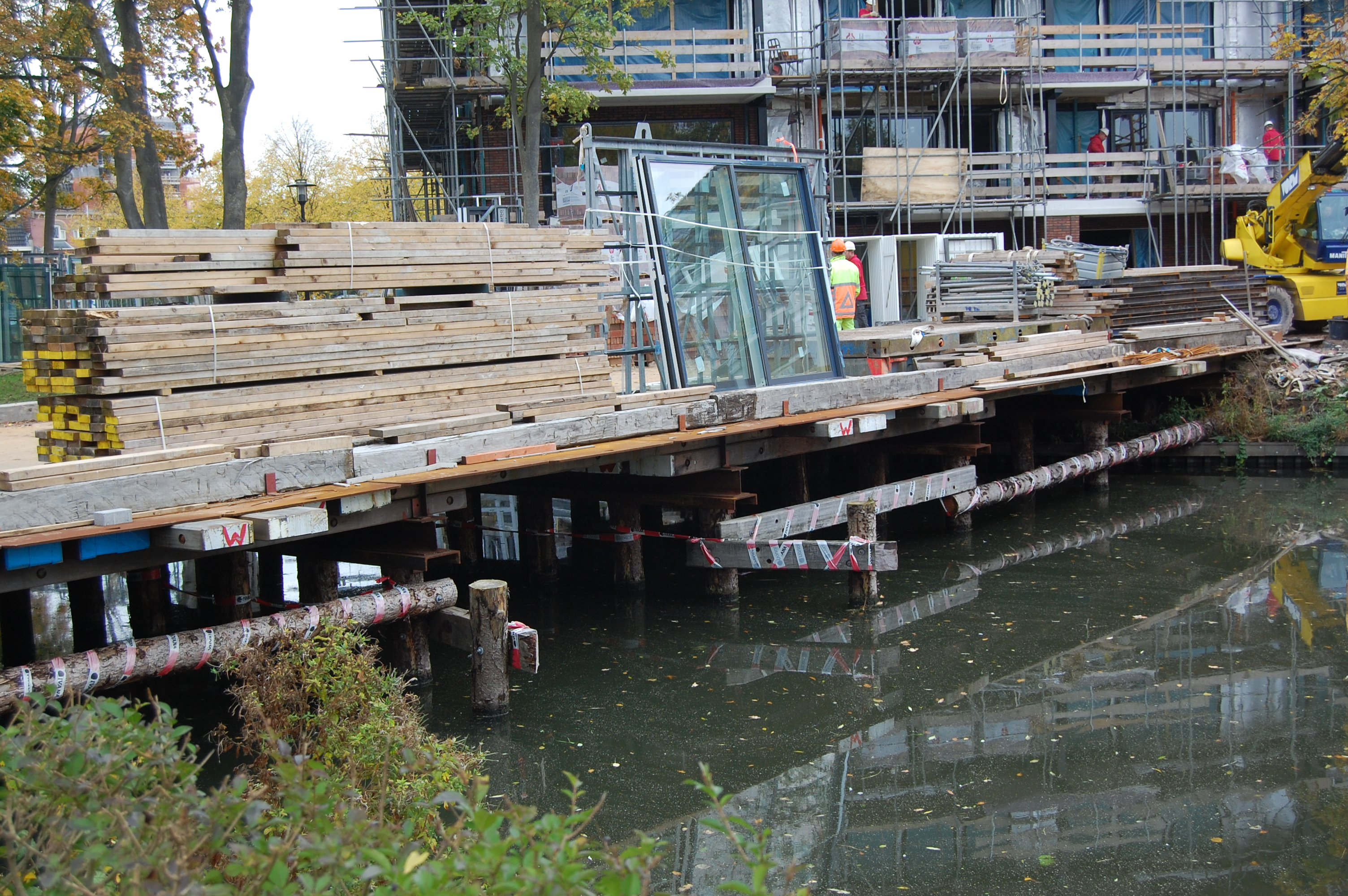
Tijdelijke brug in Woerden, voor de bouw van woningen op het Defensie-eiland

Een tijdelijke brug of noodbrug is een brug die gebouwd wordt om de eerste nood te lenigen of die slechts tijdelijk een bepaald nut heeft. Tijdelijke bruggen worden in de regel na afloop van de noodzaak voor die brug afgebroken en kunnen indien nodig elders ingezet worden. Er zijn bedrijven die tijdelijke bruggen verhuren.

## Toepassingen
Tijdelijke bruggen worden onder andere toegepast bij natuurrampen of oorlogen. Ze kunnen ook geplaatst worden om tijdelijk de verkeersdoorstroming te verbeteren. Zo werd tijdens de wegenwerken op de Antwerpse ring in 2004/05 de doorstroming van de Antwerpse singel verhoogd met noodbruggen die de grote singelkruispunten overbruggen. Bij de Antwerpse opera (Rooseveltplaats) lag een tijdelijke brug die langere tijd dienstdeed, deze werd in 2006 afgebroken. Ook aan de Dampoort in Gent werd een tijdelijke brug geplaatst en later weer afgebroken.
Een voorbeeld van een tijdelijke brug gebouwd tijdens een oorlog is de pontonbrug die Alexander de Grote liet bouwen over de Bosporus om met zijn omvangrijk leger Klein-Azië te kunnen binnentrekken. Voor modernere militaire toepassingen worden indien nodig ook tijdelijke bruggen gebouwd, zoals de baileybrug. 
Onder meer in de volgende situaties worden tijdelijke bruggen toegepast:
- Voor het creëren van een tijdelijke overbrugging bij wegwerkzaamheden.
- Bij vervanging van een bestaande brug, of bij groot onderhoud aan een bestaande brug.
- Bij evenementen als vluchtroute of juist als toegangsbrug.
- Bij grondwerkzaamheden zoals het aanbrengen van damwanden ten behoeve van aan- en afvoer van bouwmaterialen.
- Bij militaire operaties, of om tijdens een oorlogssituatie een beschadigde brug te vervangen.

## Constructievormen
Tijdelijke bruggen kunnen net als permanente bruggen worden gebouwd volgens verschillende constructiemethoden. Voorbeelden zijn:
- Pontonbruggen. De pontons drijven op het water en worden gekoppeld zodat een vaste verbinding ontstaat, waaroverheen gereden of gelopen kan worden.
- Balkbruggen
- Plaatbruggen
- Vlotbruggen

## Afbeeldingen

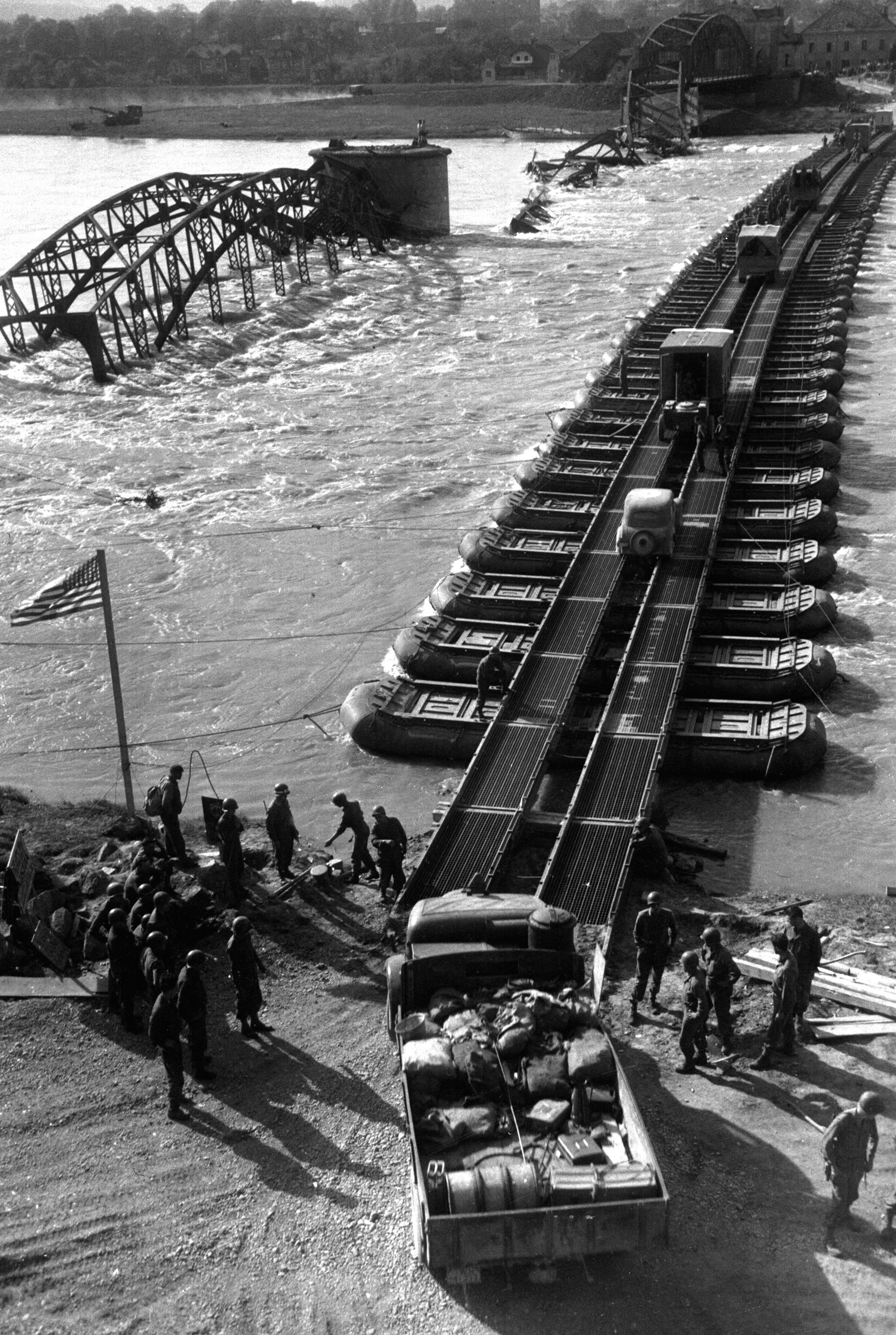
Amerikaanse militaire pontonbrug over de Inn
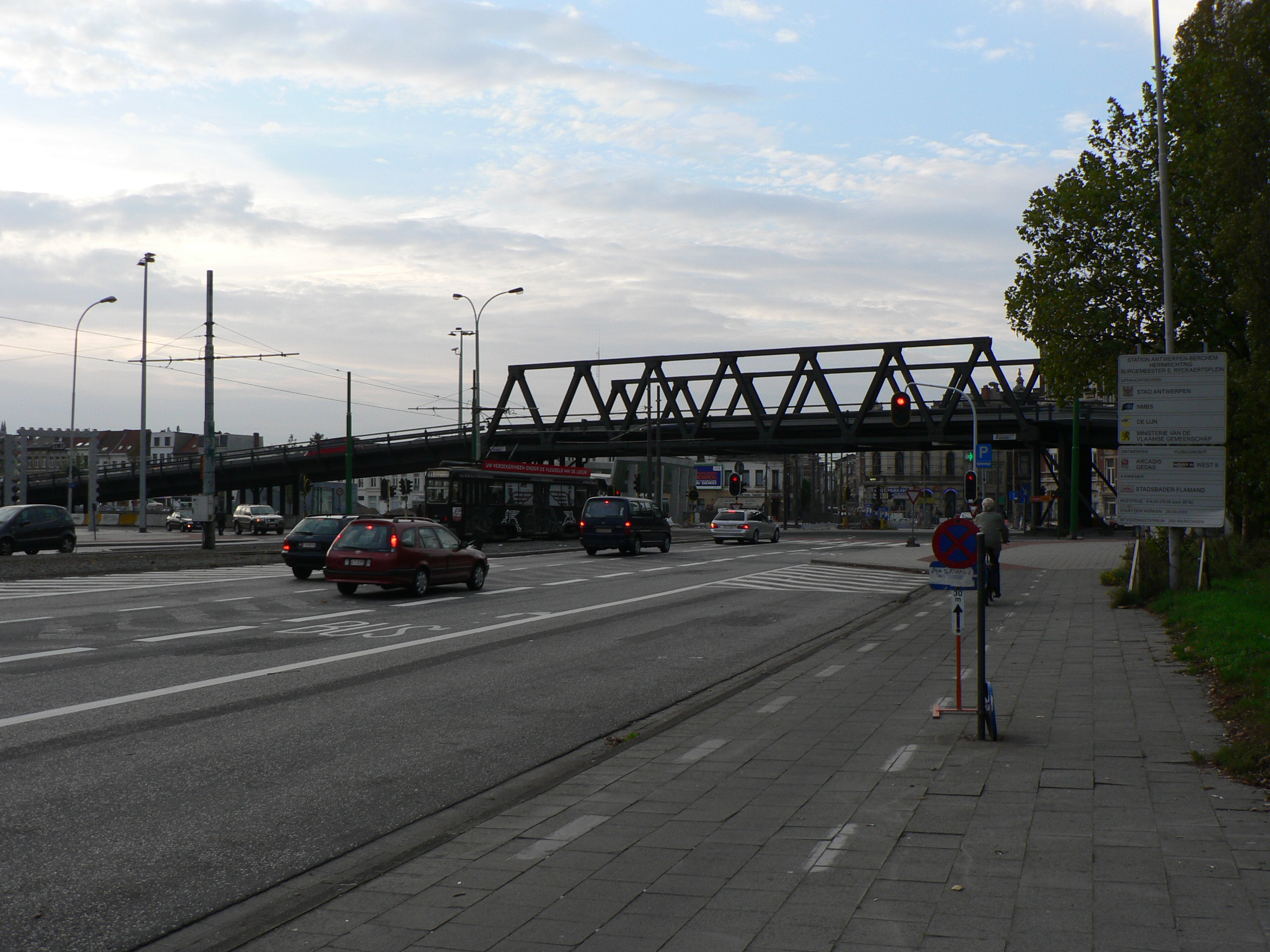
Tijdelijke brug in de singel tijdens de grote werken aan de Antwerpse Ring
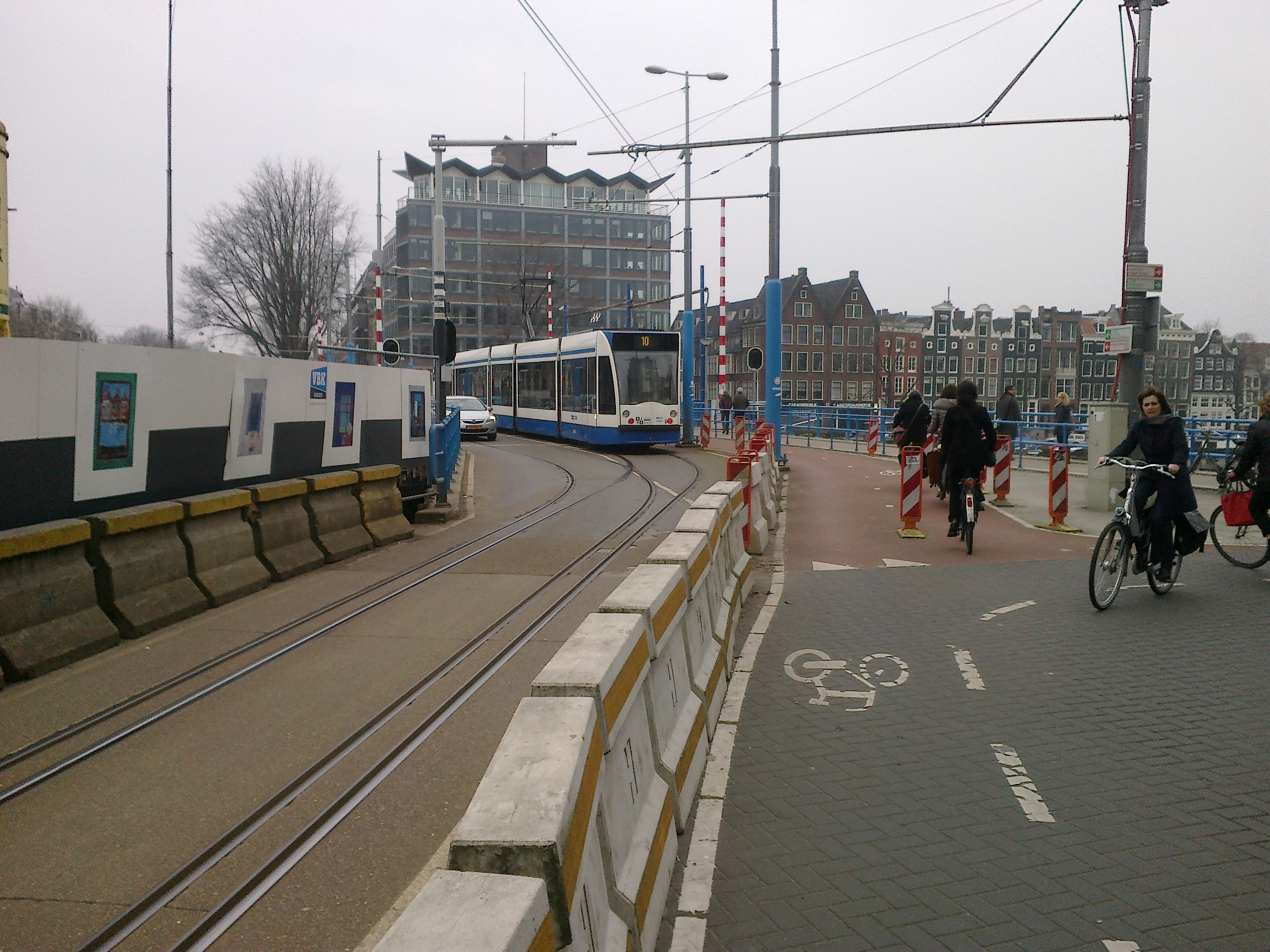
Tram 10 op de tijdelijke brug bij de Hoge Sluis te Amsterdam in 2012
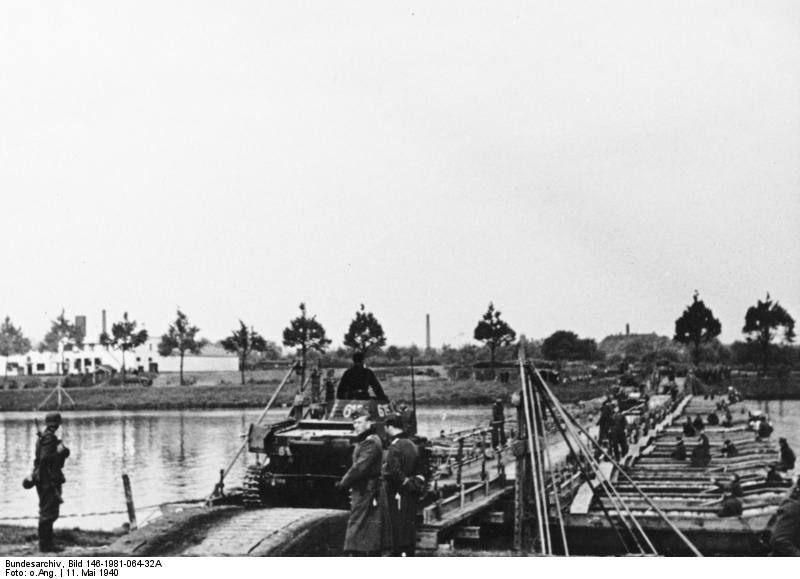
In mei 1940 stak het Duitse Pantser Regiment 35 met behulp van een pontonbrug de Maas in Maastricht over.
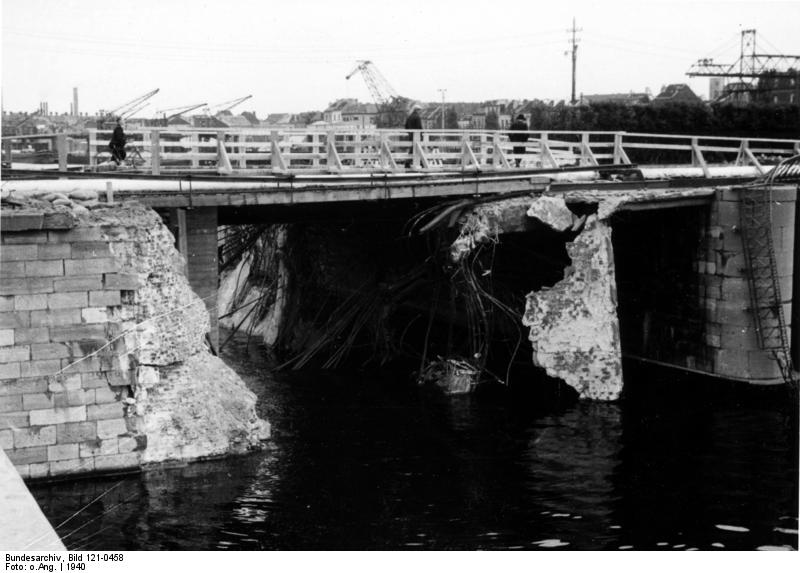
Een noodbrug die in 1940 in België op de pijlers van een vernielde brug werd aangelegd.
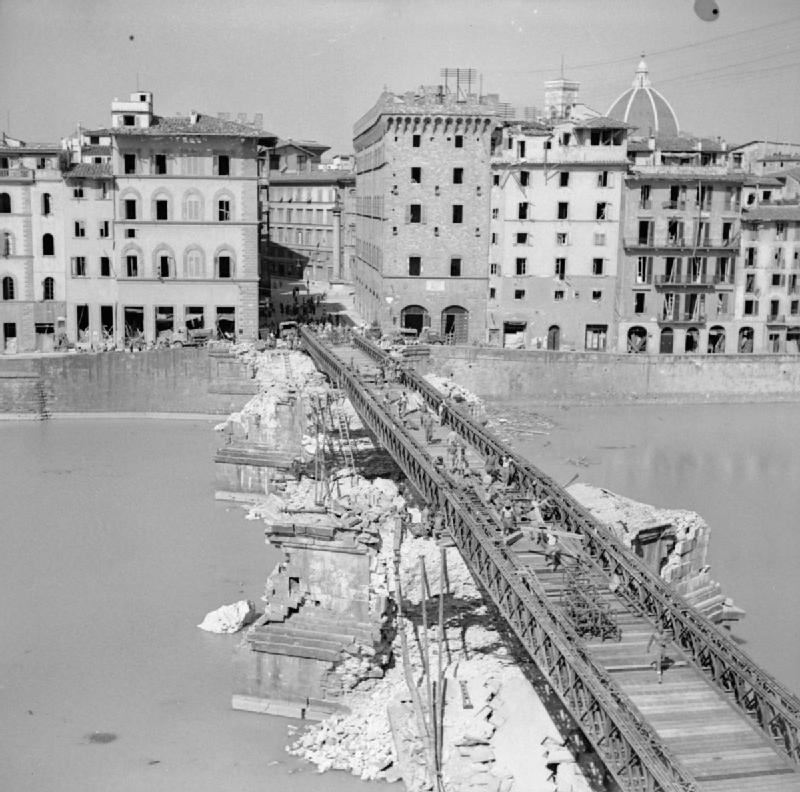
Door het Britse leger in 1944 over de Arno in Florence gelegde tijdelijke brug.
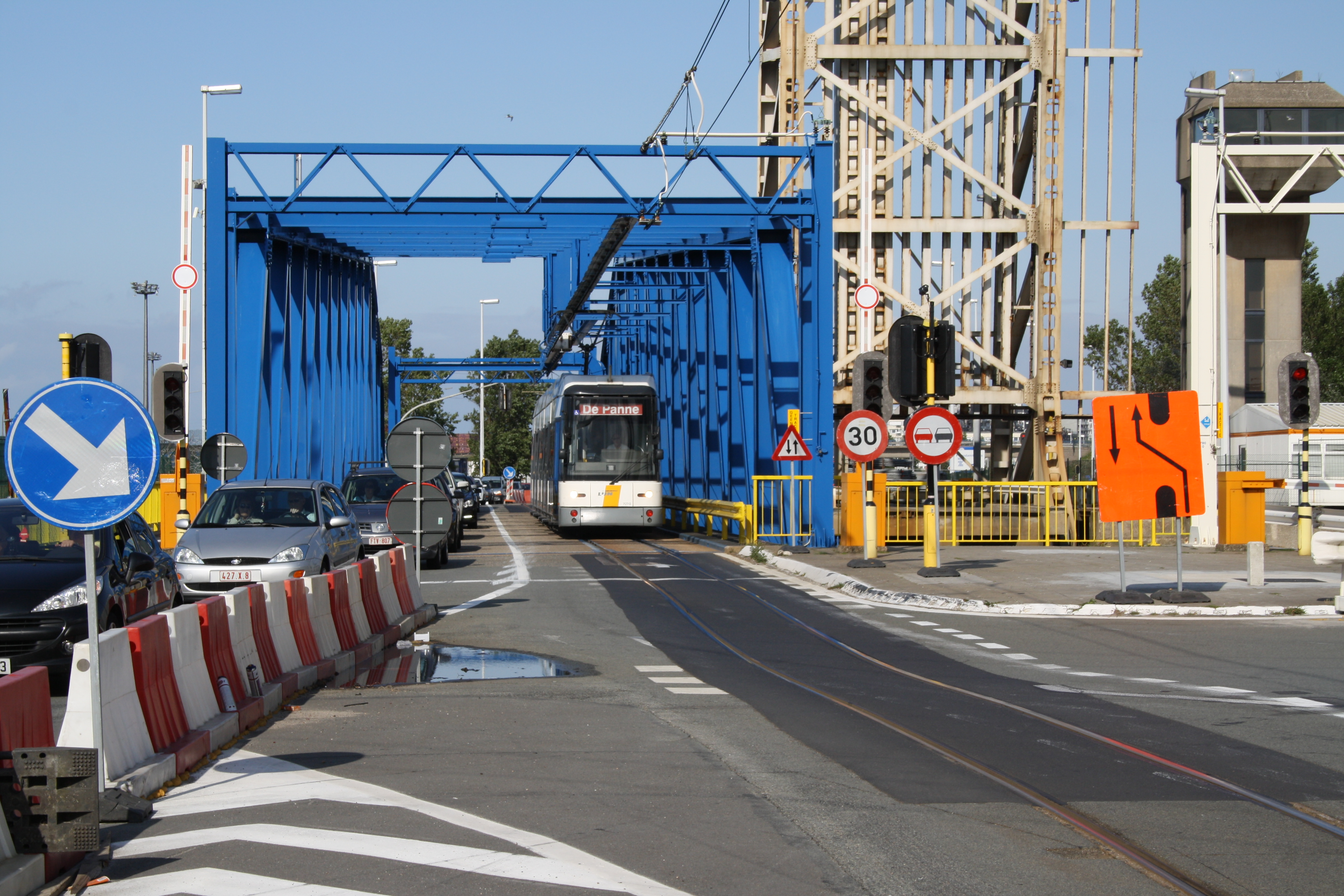
Tijdelijke brug in Zeebrugge in 2011, hier gebruikt voor de kusttram
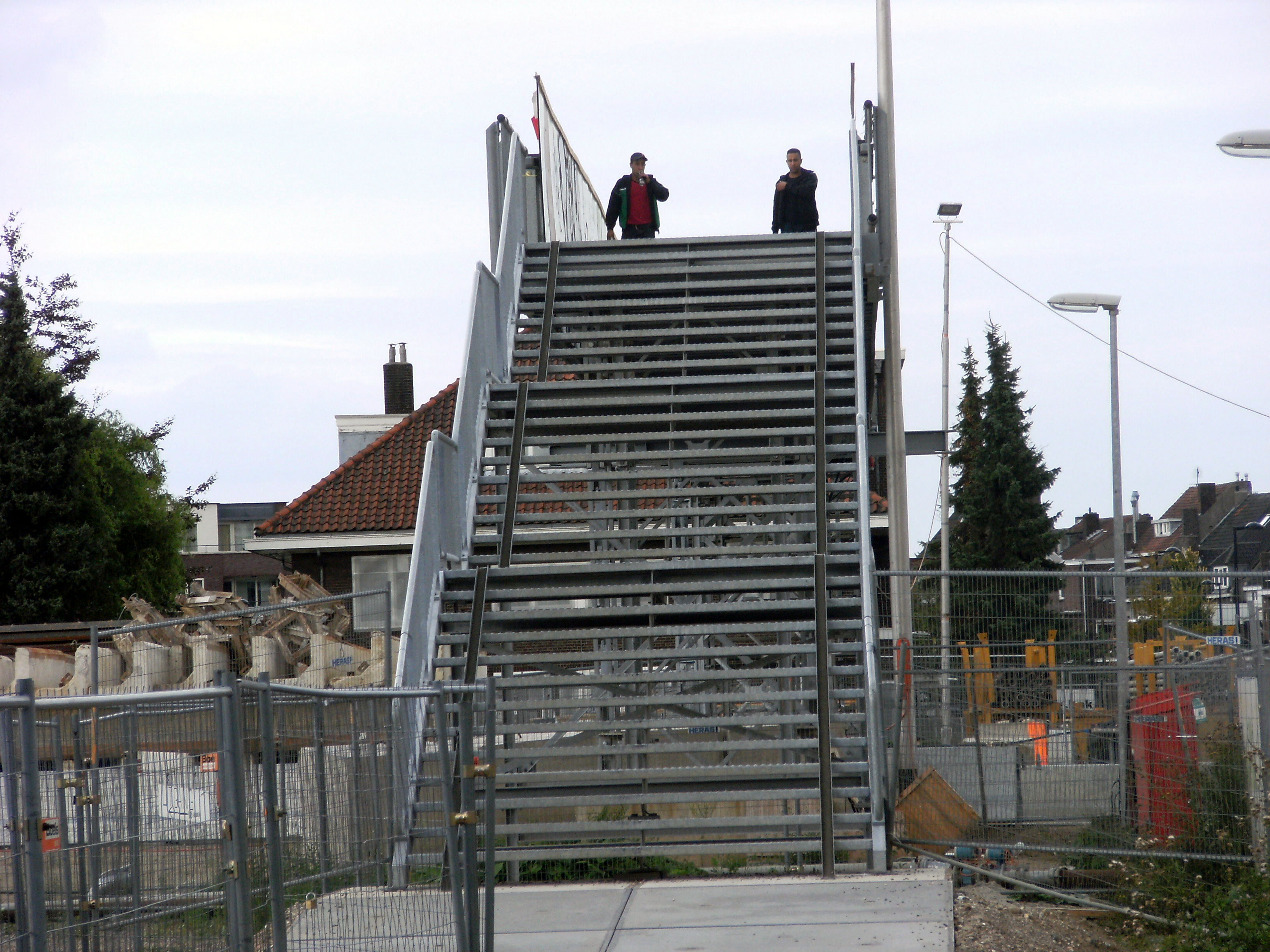
Tijdelijke voetgangersbrug over de A2 bij Maastricht vanwege werkzaamheden in 2012